# Gródek (gromada w powiecie tomaszowskim)
Gródek – dawna gromada, czyli najmniejsza jednostka podziału terytorialnego Polskiej Rzeczypospolitej Ludowej w latach 1954–1972.
Gromady, z gromadzkimi radami narodowymi (GRN) jako organami władzy najniższego stopnia na wsi, funkcjonowały od reformy reorganizującej administrację wiejską przeprowadzonej jesienią 1954 do momentu ich zniesienia z dniem 1 stycznia 1973, tym samym wypierając organizację gminną w latach 1954–1972.
Gromadę Gródek z siedzibą GRN w Gródku utworzono – jako jedną z 8759 gromad na obszarze Polski – w powiecie tomaszowskim w woj. lubelskim na mocy uchwały nr 16 WRN w Lublinie z dnia 5 października 1954. W skład jednostki weszły obszary dotychczasowych gromad Gródek wieś, Gródek kol. i Łubcze ze zniesionej gminy Jarczów, obszar dotychczasowej gromady Sowiniec ze zniesionej gminy Majdan Górny, obszar dotychczasowej gromady Podlodów ze zniesionej gminy Łaszczów oraz obszary dotychczasowych gromad Wólka Gródecka wieś i Wólka Gródecka kol. ze zniesionej gminy Rachanie w tymże powiecie. Dla gromady ustalono 20 członków gromadzkiej rady narodowej.
1 stycznia 1962 gromadę zniesiono, włączając jej obszar do gromad: Jarczów (wieś i kolonię Łubcze), Łaszczów (wieś i kolonię  Podlodów) i nowo utworzonej Typin (wieś i kolonię  Gródek, wieś Wola Gródecka oraz kolonie Bukowiec, Pomiary i Sowiniec) w tymże powiecie.